# 同地
同地（どうじ）は、茨城県守谷市の大字。旧北相馬郡同地村。郵便番号は302-0112。

## 地理
守谷市東部に位置し、地域北部に小貝川が流れる自然が色濃く残る地域である。
東は取手市市之代、西、南は本町、北は小貝川を挟んでつくばみらい市長渡呂と接している。

### 河川
- 小貝川 - 地域の東端を流れる一級河川。下総国と常陸国の境にもなっていた川である。

## 歴史
当地域は、概ね全域がかつて下総国相馬郡同地村となっていた。豪族の古墳が複数見られることから、古くは有力な豪族が支配した地域と考えられている。｢旧高旧領取調帳｣によると、幕末には田安領で、69石6斗6升2合であった。
幕末には下総野鎮撫府、下総知事県の管轄となり、1869年（明治2年）には葛飾県、1871年（明治4年）には印旛県の管轄となり、1873年（明治6年）の大区小区制では第十四大区六小区となったが、これは本来は仮定であり、実地不便の向きもあるということを理由に第五大区七小区へと再編されている。また、同年千葉県となる。1875年（明治8年）には千葉県から茨城県に移管され、第九大区二小区となる。1878年（明治11年）の郡区町村制で大区小区の区分けは廃止され、同時に相馬郡が利根川を境に南相馬郡と北相馬郡に分離し、北相馬郡同地村となる。1889年（明治22年）3月1日には同じ北相馬郡の市之代村、上高井村、貝塚村、下高井村と合併し、同地は高井村の大字となるが、同地は立地上交通や経済の面で守谷町に大きく依存していることから、町村合併時の機運が高まると守谷町との合併を希望する声が高まった。高井村の村長もそれを了解し、高井村村議会を経て同地の守谷町への合併を申し入れた。そして、1955年（昭和30年）2月15日に守谷町の一大字となり、その後高井村の各大字は取手町の大字となった。合併当時の人口は190人、戸数は30。2002年（平成14年）2月2日の守谷市の市制施行により、同地は守谷市の大字として現在に至る。

### 沿革
- 1868年（慶応4年）
  - 6月26日 - 9月3日（旧暦5月7日 - 7月17日） 下総野鎮撫府の管轄となる。
  - 9月23日（旧暦8月8日） 府藩県三治制により、下総知事県の管轄となる。
- 1869年（明治2年）2月23日（旧暦1月13日） 下総知事県に代わり、本格的な行政組織として葛飾県を設置、葛飾県相馬郡同地村となる。
- 1871年（明治4年）12月25日（旧暦11月14日） 廃藩置県後の県の統合により、葛飾県が生実県、古河県、佐倉県、関宿県、曾我野県、結城県と合併し、印旛県を設置。印旛県相馬郡同地村となる。
- 1873年（明治6年）
  - 5月 大区小区制により、第十四大区六小区となる。また、すぐに再編成で第五大区七小区となる。
  - 6月15日 印旛県が木更津県と合併し、千葉県を設置。千葉県に属する。
- 1875年（明治8年）5月7日 境界変更により千葉県から茨城県に移管。第九大区二小区となる。
- 1878年（明治11年）7月22日 郡区町村制施行。同時に相馬郡が、利根川を境に南相馬郡と北相馬郡に分離し、北相馬郡同地村となる。
- 1889年（明治22年）3月1日 北相馬郡市之代村、上高井村、貝塚村、下高井村と合併し、北相馬郡高井村大字同地となる。
- 1955年（昭和30年）2月15日 高井村のうち大字同地が守谷町へ編入され、北相馬郡守谷町大字同地となる。
- 2002年（平成14年）2月2日 市制施行により、守谷市同地となる。

## 世帯数と人口
2025年（令和7年）6月1日現在の世帯数と人口は以下の通りである。
| 大字 | 世帯数 | 人口  |
| ---- | ------ | ----- |
| 同地 | 64世帯 | 280人 |

## 小・中学校の学区
市立小・中学校に通う場合、学区は以下の通りとなる。
| 番地 | 小学校     | 中学校     |
| ---- | ---------- | ---------- |
| 全域 | 守谷小学校 | 愛宕中学校 |

## 施設
- 同地公民館
- 会田記念リハビリテーション病院 - 同地360番地
- 熊野神社 - 同地242番地
- 薬師堂 - 同地242番地